# رالف جيوردانو
رالف جيوردانو (بالألمانية: Ralph Giordano)‏ هو صحفي وكاتب ألماني، ولد في 23 مارس 1923 في هامبورغ في ألمانيا، وتوفي في 10 ديسمبر 2014 في كولونيا في ألمانيا.

## وصلات خارجية
- رالف جيوردانو على موقع IMDb (الإنجليزية)
- رالف جيوردانو على موقع مونزينجر (الألمانية)
- رالف جيوردانو على موقع قاعدة بيانات الفيلم (الإنجليزية)